# Basketballnationalmannschaft der Vereinigten Staaten
Die Basketballnationalmannschaft der Vereinigten Staaten der Herren ist die nationale Auswahl der US-amerikanischen Basketballspieler. Sie wird vom US-Basketballverband USA Basketball ausgewählt und vertritt die USA bei internationalen Turnieren. Die Mannschaft war von der Halbfinalniederlage gegen die griechische Auswahl bei der Weltmeisterschaft 2006 bis zur Basketball-Weltmeisterschaft 2019 ungeschlagen.
Die Auswahl aus dem Mutterland des Basketballsports ist die erfolgreichste Basketballnationalmannschaft der Welt und gewann bei bisher 20 Olympiateilnahmen 17-mal die Goldmedaille.
Auf Ebene der Basketball-Weltmeisterschaften sind die Vereinigten Staaten mit fünf Erfolgen ebenfalls Rekordsieger. Allerdings teilt man sich diesen Status mit der nicht mehr existierenden jugoslawischen Basketballnationalmannschaft, wobei dort zwei Titel in eine Zeit fielen, als diese Nationalmannschaft nur noch aus Spielern aus Serbien und Montenegro bestand.
Die US-Mannschaft verzichtet seit 2007 auf die Teilnahme an der Amerikameisterschaft. Davor konnte die Nationalmannschaft in 9 Teilnahmen sechsmal die Meisterschaft gewinnen.

## Amateur-Mannschaft
Nach der Einführung von Basketball in das olympische Programm dominierte das US-Team die olympischen Basketballwettbewerbe von 1936 bis 1968 ohne eine einzige Niederlage. Erst in München 1972 verlor sie im Finale knapp gegen die sowjetische Mannschaft. Die Legitimität des Ergebnisses wird bis heute kontrovers diskutiert, da die letzten drei Sekunden des Spiels beim Zwischenstand von 50:49 für die USA zweimal wiederholt wurden. Bei der Siegerehrung verweigerten die Spieler die Annahme der Silbermedaillen.
Nach weiteren Goldmedaillen 1976 und 1984 und dem Boykott der Moskauer Spiele 1980 verlor das US-Basketballteam 1988 in Seoul erstmals bereits im Halbfinale des Turniers, wieder gegen die UdSSR, und musste sich am Ende mit der Bronzemedaille zufriedengeben. Daraufhin entbrannte eine Debatte über die Amateurregelung bei Olympia, die den besten Spielern der USA die Teilnahme versagte. Bis 1988 traten die USA jeweils mit einer Auswahl von jungen College-Spielern an, während die osteuropäischen Teams ihre besten Spieler als „Staatsamateure“ aufstellen konnten. 1989 einigten sich der Basketballweltverband FIBA und das IOC schließlich auf den Wegfall der Amateurregel.

## „Dream Team“ 1992
Bei den Olympischen Spielen in Barcelona 1992 durfte das US-Team zum ersten Mal mit einer Auswahl der besten Spieler der Profiliga NBA antreten. Die von einem gewaltigen Medienhype begleiteten Superstars um Michael Jordan, Magic Johnson und Larry Bird galten als die Sensation der Spiele. Zeugnis dafür ist der Begriff „Dream Team“, der sich in der Öffentlichkeit zur Bezeichnung für die Mannschaft durchsetzte.
Das „Dream Team“ bestätigte die Vorschusslorbeeren und dominierte den Wettbewerb erwartungsgemäß nach Belieben. Die USA gewannen alle Spiele mit großem Vorsprung. Am knappsten war es noch im Finale gegen das kroatische Team, als die US-Mannschaft mit „nur“ 32 Punkten Abstand siegte. Eingestiegen war das Dream Team mit einem haushohen 116:48-Sieg gegen Angola, der vor allem deshalb bemerkenswert war, da die angolanischen Basketballer Fotos mit ihren berühmten Gegenspielern machen ließen, statt sich auf das Spiel zu konzentrieren.
Kritisch ist anzumerken, dass das „Dream Team“ besonders in Person von Charles Barkley und Karl Malone des Öfteren eine sehr harte Spielweise praktizierten, die von den Schiedsrichtern in den seltensten Fällen geahndet wurde. Charles Barkley wurde zusätzlich wegen beleidigenden Äußerungen gegenüber anderen Mannschaften scharf kritisiert. Die gegnerischen Mannschaften gerieten deswegen oft aus dem Rhythmus und früh in Rückstand, was die Dominanz des Dream Teams entsprechend steigerte. Nur im Finale war Kroatien in der Lage, eine Zeitlang dem Anfangsdruck standzuhalten, auch, da es das zweite Spiel gegen die Amerikaner war.

## Nachfolge des „Dream Teams“
In den folgenden Jahren wurden die international auftretenden US-Basketball-Teams „Dream Team II“ (WM 1994), „Dream Team III“ (Atlanta 1996) genannt und eine Erwartungshaltung des Publikums erzeugt, der die jeweiligen Mannschaften nicht in jeder Hinsicht gerecht werden konnten. Die US-Auswahl blieb zwar in über 50 Pflichtspielen bis 2002 ungeschlagen, doch wurden die Ergebnisse immer knapper. So stand das US-Team im Halbfinale bei den Olympischen Spielen in Sydney gegen die Mannschaft Litauens am Rande einer Niederlage und gewann glücklich mit 85:83.

## Ende der Dominanz
Die im eigenen Land in Indianapolis stattfindende Basketball-Weltmeisterschaft 2002 markierte das endgültige Ende des verblassten Mythos „Dream Team“. Die US-Auswahl verlor drei Spiele gegen Argentinien, Jugoslawien und Spanien und landete schließlich auf dem für die US-amerikanische Öffentlichkeit enttäuschenden sechsten Platz.
So war es dann auch keine Sensation, als bei Olympia 2004 auch die beeindruckende Siegesserie bei Olympischen Spielen riss. Beim Auftaktspiel gegen die Mannschaft aus Puerto Rico (73:92) gab es zum ersten Mal seit 16 Jahren eine Niederlage. Dies war die erste Niederlage seit der Zulassung von Profibasketballern, da beim Halbfinalaus 1988 gegen die UdSSR noch eine Amateurmannschaft am Start war. Zwei weitere Niederlagen gegen Litauen und im Halbfinale gegen Argentinien sollten folgen, so dass sich das US-Team am Ende mit der Bronzemedaille zufriedengeben musste.
Bei der Basketball-Weltmeisterschaft 2006 belegte das inzwischen verjüngte Team nach der Halbfinalniederlage gegen Griechenland ebenfalls den dritten Platz.
Als Erklärung für die sinkende Erfolgsquote des US-Teams galt vor allem das seit dem Siegeszug des „Dream Teams“ 1992 auf breiter Basis kontinuierlich steigende Niveau insbesondere der europäischen und südamerikanischen Konkurrenz. Als interne Gründe wurden Motivationsprobleme der sich auf die NBA konzentrierenden Spieler und die undurchdachte Auswahl der Spieler angeführt. In der Regel bestritten US-amerikanische Spieler bisher nur einen bis zwei internationale Wettbewerbe während ihrer Karriere, so dass die US-Nationalmannschaft für jedes Turnier eine komplett neue Mannschaft zusammenstellen muss (im Gegensatz zu anderen Nationen, bei denen der Kern der Nationalmannschaft über Jahre zusammenbleibt). Die USA sahen sich aber dennoch als stärkste Nation im weltweiten Basketball und wurden auch von der Fachpresse stetig als Topfavorit auf den jeweiligen Titel gesehen.

## „Redeem Team“ 2008

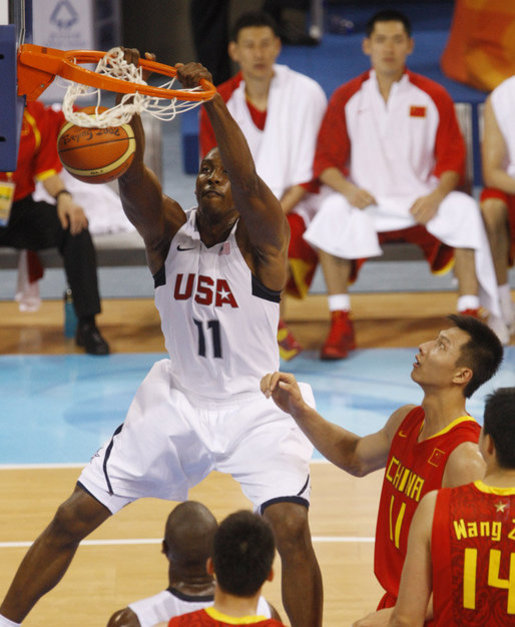
Dwight Howard mit einem Dunk im Spiel gegen China am 10. August 2008

Nachdem die Mannschaft in Athen 2004 lediglich Bronze erreicht hatte, sah das „Wiedergutmachungs-Team“ die Olympischen Sommerspiele 2008 als größtes Sportereignis in deren Geschichte. Das Team wurde 2005 gegründet und nach einer Halbfinalniederlage bei der WM 2006 nur leicht verändert. Besonders hervorzuheben ist, dass mit Dwight Howard nur ein einziger echter Centerspieler dem Team angehörte, ein Umstand, der im Vorfeld zu Kritik und Diskussionen geführt hatte.
Die „US-Boys“ gewannen die Goldmedaille souverän und kamen lediglich beim Finale gegen Spanien in Bedrängnis – sie gewannen am Ende mit elf Punkten Vorsprung 118:107. Entsprechend fiel auch das Medienecho aus. Beispielsweise titelte die New York Times: „US-Basketball zurück an der Spitze“. Bei der WM 2010 in der Türkei erreichten die USA den ersten Platz.

## Olympia-Team 2012
Die Mannschaft stellte bei den Olympischen Spielen 2012 in London einen neuen Rekord auf. Sie gewann im Vorrundenspiel mit 156:73 (78:45) gegen Nigeria und verbuchte damit die höchste Punktzahl der Basketballgeschichte bei Olympischen Sommerspielen. Zudem gelangen der Mannschaft 29 Dreier in diesem Spiel, was ebenfalls einen neuen Rekord bei Olympischen Sommerspielen darstellt. Außerdem stellte der Small Forward Carmelo Anthony der New York Knicks einen neuen Punkterekord bei den olympischen Sommerspielen auf. Er erzielte gegen Nigeria 37 Punkte innerhalb von 14 Minuten, die er auf dem Feld stand.

## Weltmeister 2014
Bei der Weltmeisterschaft 2014 in Spanien gelang es den Amerikanern den Titel zu verteidigen. Dabei gewann man im Schnitt mit 33 Punkten Vorsprung und beendete das Turnier ohne eine Niederlage. Im Finale schlug die Mannschaft Serbien mit 37 Punkten Vorsprung.

## Olympia 2016
Bei den Olympischen Spielen 2016 in Rio gewannen die USA alle fünf Vorrundenspiele, wobei die Spiele gegen Serbien und Frankreich jeweils mit nur 3 Punkten Vorsprung gewonnen werden konnten. Nach Siegen im Viertel- und Halbfinale gegen Argentinien und Spanien bezwangen die Amerikaner die Serben im Finale deutlich mit 90:66. Forward Kevin Durant führte die Amerikaner mit 30 Punkten zum Sieg. Auch über das Turnier hinweg führte Durant die Amerikaner mit 19,4 Punkten pro Spiel an. Nach dem Gewinn der Goldmedaille trat Krzyzewski als Nationaltrainer zurück. Neuer Trainer wurde Gregg Popovich, der zudem Trainer der San Antonio Spurs in der NBA ist.

## Weltmeisterschaft 2019
Bei der Basketball-Weltmeisterschaft 2019 in China traten die USA mit einem wesentlich jüngeren Kader an. Viele gestandene NBA-Stars erteilten dem US-Team im Vorfeld der WM-Vorbereitung eine Absage. Mit Kemba Walker und Khris Middleton standen nur zwei aktive NBA All-Stars im Team. Weitere wichtige Spieler im Team waren Donovan Mitchell von den Utah Jazz, Jayson Tatum, Jaylen Brown und Marcus Smart von den Boston Celtics und Harrison Barnes von den Sacramento Kings. In der Vorrunde der WM gelangen den Amerikanern drei Siege, wobei das Spiel gegen die Türkei erst in der Verlängerung knapp entschieden werden konnte. Im Viertelfinale traf man auf Frankreich, um Rudy Gobert und Evan Fournier, denen man mit 79:89 unterlag. Im Spiel um Platz 5 unterlagen die USA den Serben. Das Finale Spiel um Platz 7 gewann man gegen Polen. Schlussendlich ist der siebte Platz die schlechteste Platzierung einer US-Mannschaft bei einer Weltmeisterschaft.

## Kader Olympische Spiele 2024
| Spieler | Spieler           | Spieler           | Spieler | Spieler | Spieler  | Spieler                |
| Nr.     | Name              | Geburt            | Größe   | Info    | Einsätze | Verein                 |
| ------- | ----------------- | ----------------- | ------- | ------- | -------- | ---------------------- |
|         |                   | Guards (PG, SG)   |         |         |          |                        |
| 15      | Devin Booker      | 30.10.1996        | 196 cm  |         |          | Phoenix Suns           |
| 4       | Stephen Curry     | 14.03.1988        | 188 cm  |         |          | Golden State Warriors  |
| 5       | Anthony Edwards   | 05.08.2001        | 193 cm  |         |          | Minnesota Timberwolves |
| 9       | Tyrese Haliburton | 29.02.2000        | 196 cm  |         |          | Indiana Pacers         |
| 12      | Jrue Holiday      | 12.06.1990        | 191 cm  |         |          | Boston Celtics         |
| 8       | Derrick White     | 02.07.1994        | 193 cm  |         |          | Boston Celtics         |
|         |                   | Forwards (SF, PF) |         |         |          |                        |
| 7       | Kevin Durant      | 29.08.1988        | 208 cm  |         |          | Phoenix Suns           |
| 6       | LeBron James      | 30.12.1984        | 203 cm  |         |          | Los Angeles Lakers     |
| 10      | Jayson Tatum      | 03.03.1998        | 208 cm  |         |          | Boston Celtics         |
| 14      | Anthony Davis     | 11.03.1993        | 208 cm  |         |          | Los Angeles Lakers     |
|         |                   | Center (C)        |         |         |          |                        |
| 13      | Bam Adebayo       | 18.07.1997        | 206 cm  |         |          | Miami Heat             |
| 11      | Joel Embiid       | 16.03.1994        | 213 cm  |         |          | Philadelphia 76ers     |

| Trainer            | Trainer        | Trainer         |
| Nat.               | Name           | Position        |
| ------------------ | -------------- | --------------- |
| Vereinigte Staaten | Steve Kerr     | Head Coach      |
| Vereinigte Staaten | Mark Few       | Assistenz-Coach |
| Vereinigte Staaten | Tyronn Lue     | Assistenz-Coach |
| Vereinigte Staaten | Erik Spoelstra | Assistenz-Coach |

| Legende           | Legende            |
| Abk.              | Bedeutung          |
| ----------------- | ------------------ |
| (C)               | Mannschaftskapitän |
| Quellen           |                    |
| Teamhomepage      |                    |
| Ligahomepage      |                    |
| Stand: 05.08.2024 |                    |

| Legende           | Legende            |
| Abk.              | Bedeutung          |
| ----------------- | ------------------ |
| (C)               | Mannschaftskapitän |
| Quellen           |                    |
| Teamhomepage      |                    |
| Ligahomepage      |                    |
| Stand: 05.08.2024 |                    |

## Ehemalige Kader
| Nr. | Name              | Geburtsdatum    | Größe  | Position | Einsätze vor der Olympiavorbereitung | Club                   |
| --- | ----------------- | --------------- | ------ | -------- | ------------------------------------ | ---------------------- |
| 4   | Stephen Curry     | 14.03.1988      | 191 cm | Guard    | 27                                   | Golden State Warriors  |
| 5   | Anthony Edwards   | 05.08.2001      | 193 cm | Guard    | 13                                   | Minnesota Timberwolves |
| 6   | LeBron James      | 30.12.1984      | 203 cm | Guard    | 63                                   | Los Angeles Lakers     |
| 7   | Kevin Durant      | 29.09.1988      | 211 cm | Guard    | 54                                   | Phoenix Suns           |
| 8   | Derrick White     | 02.07.1994      | 196 cm | Guard    | 15                                   | Boston Celtics         |
| 9   | Tyrese Haliburton | 29.02.2000      | 196 cm | Guard    | 13                                   | Indiana Pacers         |
| 12  | Jrue Holiday      | 12.06.1990      | 193 cm | Guard    | 7                                    | Boston Celtics         |
| 15  | Devin Booker      | 30.10.1996      | 198 cm | Guard    | 6                                    | Phoenix Suns           |
| 10  | Jayson Tatum      | 03.03.1998      | 203 cm | Forward  | 16                                   | Boston Celtics         |
| 11  | Joel Embiid       | 16.03.1994      | 213 cm | Center   |                                      | Philadelphia 76ers     |
| 13  | Bam Adebayo       | 18.07.1997      | 206 cm | Center   | 11                                   | Miami Heat             |
| 14  | Anthony Davis     | 11.03.1993      | 208 cm | Center   | 24                                   | Los Angeles Lakers     |
|     | Steve Kerr        | Head Coach      |        |          |                                      |                        |
|     | Mark Few          | Assistenz-Coach |        |          |                                      |                        |
|     | Tyronn Lue        | Assistenz-Coach |        |          |                                      |                        |
|     | Erik Spoelstra    | Assistenz-Coach |        |          |                                      |                        |

| Nr. | Name                 | Geburtsdatum    | Größe  | Position | Einsätze vor der WM | Club                   |
| --- | -------------------- | --------------- | ------ | -------- | ------------------- | ---------------------- |
| 4   | Tyrese Haliburton    | 29.02.2000      | 196 cm | Guard    | 5                   | Indiana Pacers         |
| 10  | Anthony Edwards      | 05.08.2001      | 193 cm | Guard    | 5                   | Minnesota Timberwolves |
| 11  | Jalen Brunson        | 31.08.1996      | 188 cm | Guard    | 5                   | New York Knicks        |
| 12  | Josh Hart            | 06.03.1996      | 196 cm | Guard    | 4                   | New York Knicks        |
| 15  | Austin Reaves        | 29.05.1998      | 196 cm | Guard    | 5                   | Los Angeles Lakers     |
| 5   | Mikal Bridges        | 30.08.1996      | 198 cm | Forward  | 5                   | Brooklyn Nets          |
| 6   | Cam Johnson          | 03.03.1996      | 203 cm | Forward  | 5                   | Brooklyn Nets          |
| 7   | Brandon Ingram       | 02.09.1997      | 203 cm | Forward  | 5                   | New Orleans Pelicans   |
| 8   | Paolo Banchero       | 12.11.2002      | 208 cm | Forward  | 5                   | Orlando Magic          |
| 9   | Bobby Portis         | 10.02.1995      | 211 cm | Center   | 5                   | Milwaukee Bucks        |
| 13  | Jaren Jackson junior | 15.09.1999      | 211 cm | Center   | 5                   | Memphis Grizzlies      |
| 14  | Walker Kessler       | 26.07.2001      | 213 cm | Center   | 3                   | Utah Jazz              |
|     | Steve Kerr           | Head Coach      |        |          |                     |                        |
|     | Mark Few             | Assistenz-Coach |        |          |                     |                        |
|     | Tyronn Lue           | Assistenz-Coach |        |          |                     |                        |
|     | Erik Spoelstra       | Assistenz-Coach |        |          |                     |                        |

| Nr. | Name            | Position       | Geburtsdatum | Größe  | Einsätze | Club                   |
| --- | --------------- | -------------- | ------------ | ------ | -------- | ---------------------- |
| 5   | Zach LaVine     | Guard          | 10.03.1995   | 196 cm |          | Chicago Bulls          |
| 6   | Damian Lillard  | Guard          | 15.07.1990   | 188 cm |          | Portland Trail Blazers |
| 12  | Jrue Holiday    | Guard          | 12.07.1990   | 191 cm |          | Milwaukee Bucks        |
| 15  | Devin Booker    | Guard          | 30.10.1996   | 198 cm |          | Phoenix Suns           |
| 4   | Keldon Johnson  | Forward        | 11.10.1999   | 196 cm |          | San Antonio Spurs      |
| 7   | Kevin Durant    | Forward        | 29.09.1988   | 208 cm |          | Brooklyn Nets          |
| 8   | Khris Middleton | Forward        | 12.08.1991   | 203 cm |          | Milwaukee Bucks        |
| 9   | Jerami Grant    | Forward        | 12.03.1994   | 204 cm |          | Detroit Pistons        |
| 10  | Jayson Tatum    | Forward        | 03.03.1998   | 203 cm |          | Boston Celtics         |
| 11  | JaVale McGee    | Center         | 19.01.1988   | 211 cm |          | Denver Nuggets         |
| 13  | Bam Adebayo     | Center         | 17.07.1997   | 208 cm |          | Miami Heat             |
| 14  | Draymond Green  | Center         | 04.03.1990   | 198 cm |          | Golden State Warriors  |
|     | Gregg Popovich  | Head Coach     |              |        |          |                        |
|     | Steve Kerr      | Assistenzcoach |              |        |          |                        |
|     | Lloyd Pierce    | Assistenzcoach |              |        |          |                        |
|     | Jay Wright      | Assistenzcoach |              |        |          |                        |
|     | Jerry Colangelo | Sportdirektor  |              |        |          |                        |

| Nr. | Name             | Position       | Geburtsdatum | Größe  | Einsätze | Club              |
| --- | ---------------- | -------------- | ------------ | ------ | -------- | ----------------- |
| 4   | Derrick White    | Guard          | 02.07.1994   | 196 cm |          | San Antonio Spurs |
| 5   | Donovan Mitchell | Guard          | 07.09.1996   | 191 cm |          | Utah Jazz         |
| 6   | Joe Harris       | Guard          | 06.09.1991   | 198 cm |          | Brooklyn Nets     |
| 7   | Marcus Smart     | Guard          | 06.03.1994   | 193 cm |          | Boston Celtics    |
| 15  | Kemba Walker     | Guard          | 08.05.1990   | 185 cm |          | Boston Celtics    |
| 8   | Harrison Barnes  | Forward        | 30.05.1992   | 203 cm |          | Sacramento Kings  |
| 9   | Jaylen Brown     | Forward        | 24.10.1996   | 201 cm |          | Boston Celtics    |
| 10  | Jayson Tatum     | Forward        | 03.03.1998   | 203 cm |          | Boston Celtics    |
| 14  | Khris Middleton  | Forward        | 12.08.1991   | 203 cm |          | Milwaukee Bucks   |
| 11  | Mason Plumlee    | Center         | 05.03.1990   | 211 cm |          | Denver Nuggets    |
| 12  | Myles Turner     | Center         | 24.03.1996   | 211 cm |          | Indiana Pacers    |
| 13  | Brook Lopez      | Center         | 04.08.1988   | 213 cm |          | Milwaukee Bucks   |
|     | Gregg Popovich   | Head Coach     |              |        |          |                   |
|     | Steve Kerr       | Assistenzcoach |              |        |          |                   |
|     | Lloyd Pierce     | Assistenzcoach |              |        |          |                   |
|     | Jay Wright       | Assistenzcoach |              |        |          |                   |
|     | Jerry Colangelo  | Sportdirektor  |              |        |          |                   |

## Auszeichnungen
Die italienische Sportzeitung Gazzetta dello Sport wählte die US-amerikanische Nationalmannschaft 1992 zur „Weltmannschaft des Jahres“.